# Platylister contiguus
Platylister contiguus är en skalbaggsart som först beskrevs av Sylvain Auguste de Marseul 1864.  Platylister contiguus ingår i släktet Platylister och familjen stumpbaggar. Inga underarter finns listade i Catalogue of Life.